# Charles van de Poele
Charles Joseph Van Depoele, né Carolus Josephus Vandepoele ou van de Poele, le 27 avril 1846 à Lichtervelde en Belgique et décédé le 18 mars 1892 à Lynn aux États-Unis, est un ingénieur belge. Il est titulaire de 249 brevets liés à l'électricité, dont le trolley et le tramway électrique qui l'ont rendu célèbre.

## Jeunesse en Belgique
Charles Van Depoele est né à Lichtervelde, rue de la Station (Statiestraat). Il est le fils de Pieter-Joannes Vandepoele ou van de Poele, fabricant de mobilier, et de Theresia Algoet. Trois mois après sa naissance, la famille déménage à Bruges ; en 1854 à Poperinge et en 1864 à Lille. Il travaille un temps avec son père et occupe son temps libre avec la découverte de l'électricité.

## Emigration aux USA
En 1869, il émigre seul aux États-Unis et s'installe à Detroit où il modifie son nom en "Charles Van Depoele". Il se spécialise en tant que fabricant de mobilier pour églises et poursuit ses recherches en électricité.
En 1870, il épouse une Néerlandaise, Ada Hoogstraeten ; le couple aura neuf enfants, dont quatre mourront en bas âge.
En 1877, il fonde Van Depoele Electric Light Company et se place en concurrent de Thomas Edison dans la course à la lumière produite par l'électricité : Van de Poele choisit le procédé de la lampe à arc, mais c'est la lampe à incandescence d'Edison qui l'emporta.
Van Depoele décrocha néanmoins 249 brevets — sur les 444 demandes qu'il introduisit —, dont celui sur le chemin de fer électrique en 1883 et surtout le tramway électrique en 1890.
Il déménage à Chicago en 1880 et en 1889 il vend son entreprise à la jeune Thomson-Houston Electric Company à Boston, où il part s'installer et poursuivre ses recherches.

## Décès et postérité
Charles Van Depoele décède prématurément en 1892 de complications liées à un refroidissement, alors qu'il préparait l'Exposition universelle de 1893, à Chicago.
Sa veuve a offert un buste de son mari à la ville de Lynn, qui se trouve aujourd'hui dans le hall d'accueil de la bibliothèque.
Le cercle d'histoire locale de sa ville natale porte son nom.
Des timbres à son effigie ont été mis en vente en Belgique et aux États-Unis en 1983.